# 扎奧焦爾內
扎奧焦爾內（Заозёрный，「湖以外」的意思）是俄羅斯克拉斯諾亞爾斯克邊疆區東部的一個城市，距區府克拉斯諾亞爾斯克166公里。2002年人口12,476人。
1776年建立。1934年以前稱為（是聖三一的意思）。1948年設市。西伯利亞鐵路經過。
55°58′N 94°42′E / 55.967°N 94.700°E